# Breitenbach (Loisach)

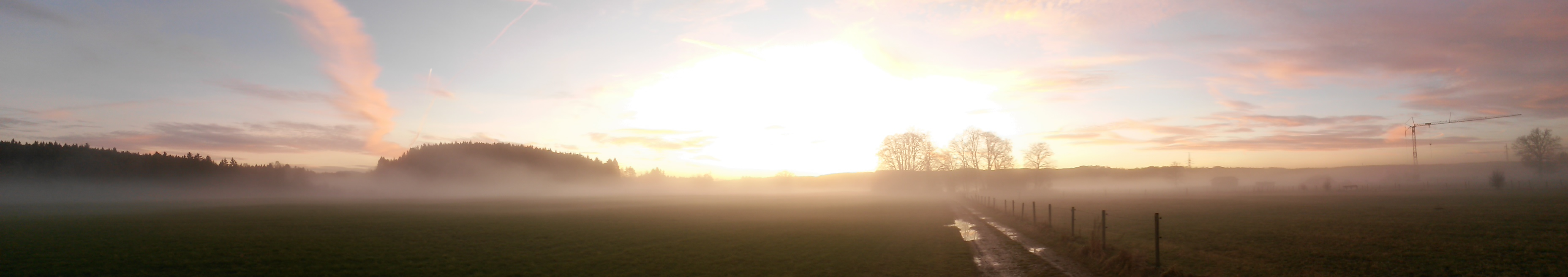
Abendstimmung Richtung Westen, Nähe „Ziegelei“ (Gelting) Dezember 2015

Der Breitenbach ist ein rechter Zufluss der Loisach im Gebiet der Gemeinde Eurasburg und der Stadt Geretsried im oberbayerischen Landkreis Bad Tölz-Wolfratshausen.

## Verlauf
Der Breitenbach entspringt in der Nähe des Weilers Waltersteig der Gemeinde Eurasburg, fließt einige Kilometer in geraden Abschnitten nordwärts und knickt etwa einen Kilometer südlich von  Geretsried-Buchberg nach Westen ab. Hier fließt der Bach nun in Mäandern, wird unter dem Loisach-Isar-Kanal durchgeleitet und mündet dann beim Geretsrieder Ortsteil Ziegelei von rechts in die Loisach.

## Zuflüsse
- (Erster Abfluss des verlandenden Egelsees), von rechts und Südosten auf etwa 601 m ü. NHN[BA 1] zwischen Eurasburg-Haag und Eurasburg-Adelsreuth, ca. 1,2 km.[BA 2] Ist Grenzbach zwischen Eurasburg (links) und Geretsried (rechts).
- (Zweiter Abfluss des Egelsees), von rechts und Südsüdosten auf etwa 597 m ü. NHN[BA 1] gegenüber Adelsreuth, ca. 2,1 km.[BA 2] Ist anfangs Grenzbach zwischen Eurasburg (rechts) und Geretsried (links).
- Höllgraben, von rechts und Osten auf etwa 593 m ü. NHN[BA 1] unmittelbar vor dem Laufknick unterhalb von Schwaigwall, ca. 0,4 km.[BA 2]

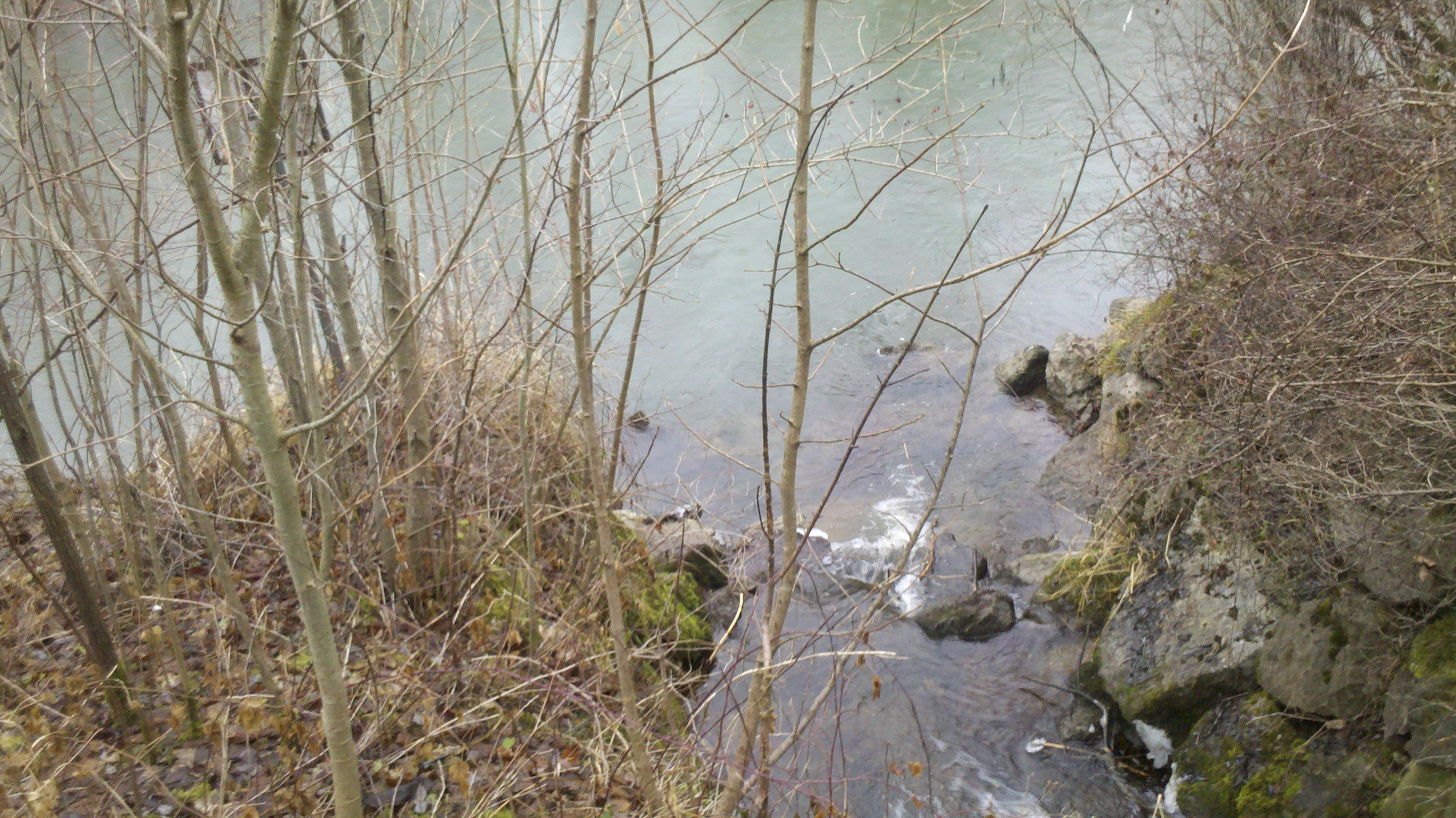
Mündung des Breitenbaches in die Loisach.

### BayernAtlas („BA“)
Amtliche Online-Gewässerkarte mit passendem Ausschnitt und den hier benutzten Layern: Lauf und Einzugsgebiet des Breitenbachs

Allgemeiner Einstieg ohne Voreinstellungen und Layer: BayernAtlas der Bayerischen Staatsregierung (Hinweise)
1. 1 2 3 4 5  Höhe abgefragt auf dem Hintergrundlayer Amtliche Karte (Rechtsklick).
2. 1 2 3  Länge abgemessen auf dem Hintergrundlayer Amtliche Karte.

### Gewässerverzeichnis Bayern („GV“)
1. ↑  Länge nach: Verzeichnis der Bach- und Flussgebiete in Bayern – Flussgebiet Isar, Seite 32 des Bayerischen Landesamtes für Umwelt, Stand 2016 (PDF; 2,5 MB)
2. ↑  Einzugsgebiet nach: Verzeichnis der Bach- und Flussgebiete in Bayern – Flussgebiet Isar, Seite 32 des Bayerischen Landesamtes für Umwelt, Stand 2016 (PDF; 2,5 MB)